# Autostazione

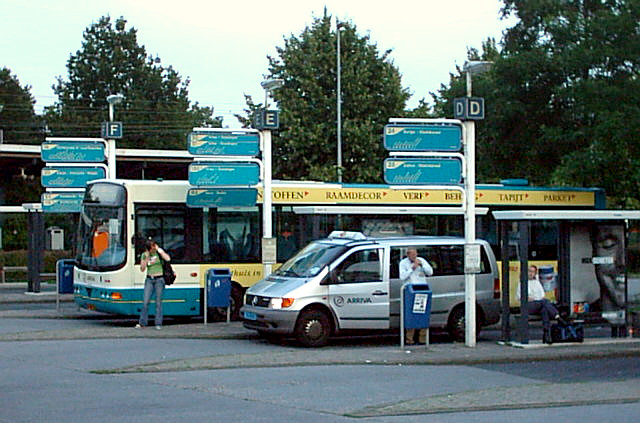
Autostazione

L'autostazione (o stazione degli autobus) è un'infrastruttura che funge da capolinea terminale per un numero elevato di linee automobilistiche per passeggeri, urbane ed extraurbane.

## Composizione dell'autostazione

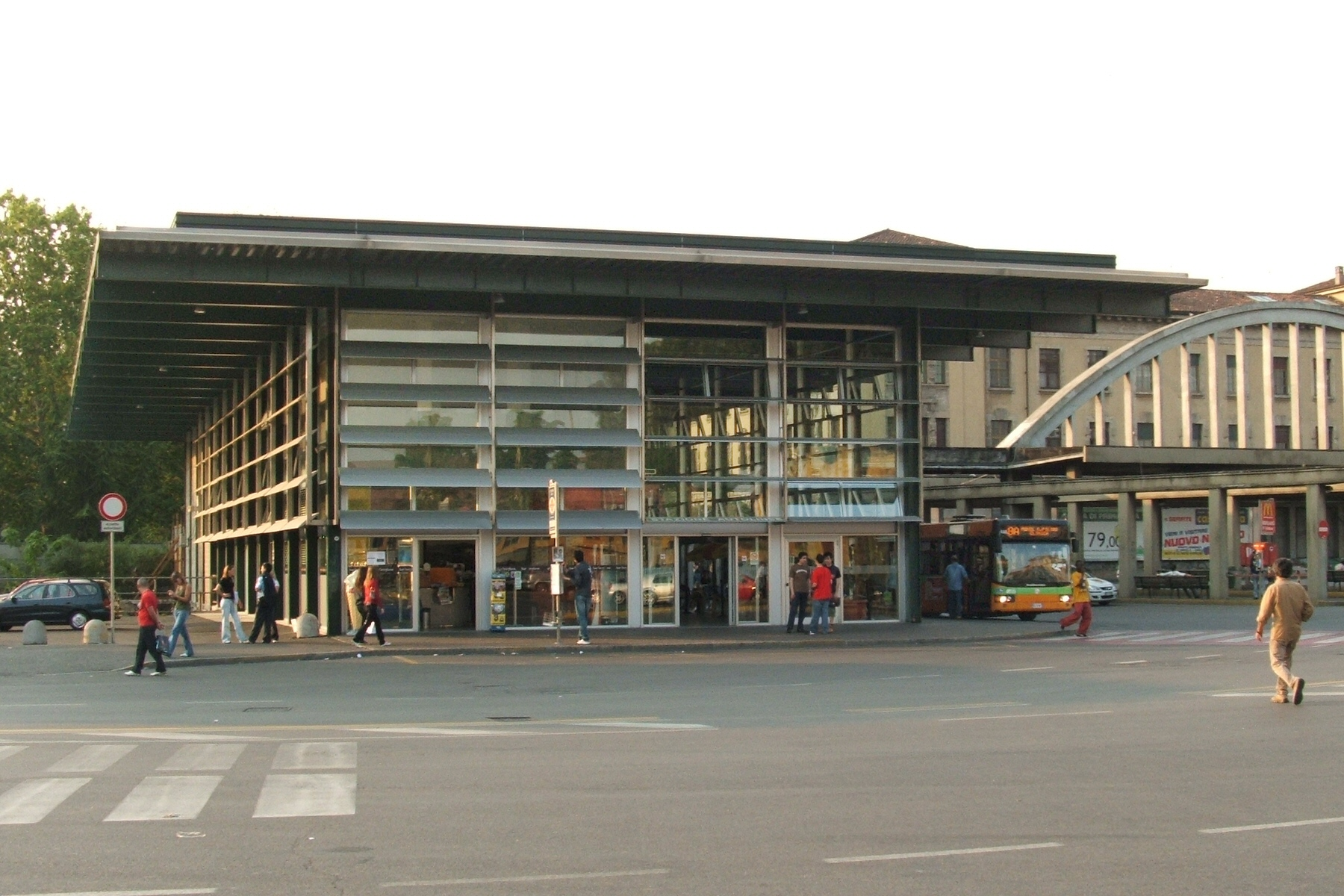
Autostazione di Bergamo

La struttura è dotata di un piazzale per le manovre degli autobus e autosnodati e da fermate che servono per poter garantire l'entrata e l'uscita dell'utenza dai veicoli. Gli autobus devono essere posizionati presso gli stalli, i quali sono composti da una piazzola di sosta per l'automezzo e da un marciapiede con pensilina. 
Le autostazioni possono anche essere dotate di un fabbricato, all'interno del quale possono trovarsi alcuni servizi come la biglietteria, la sala d'aspetto, il bar, l'edicola e i servizi igienici.
Al fine di facilitare l'interscambio con mezzi diversi di trasporto pubblico, le autostazioni possono essere ubicate nei pressi di stazioni ferroviarie e aeroporti, ma anche nei pressi di metropolitane, posteggi per i taxi e altri sistemi di trasporto urbano.